# Відносини Білорусь — Європейський Союз
Європейсько-білоруські відносини стосуються відносин між Білоруссю та ЄС. Відносини було встановлені після того, як Європейське економічне співтовариство визнало білоруську незалежність 1991 року.
Після того, як Олександр Лукашенко став білоруським президентом 1994 року, відносини Мінська та ЄС погіршились, залишаючись холодними та дистанційованими, оскільки ЄС кілька разів засуджував уряд Білорусі за авторитарну та антидемократичну практику та навіть вводив санкції проти країни. Після незначного поліпшення відносин у 2008 році, вибори президента Білорусі 2010 року (де переміг Лукашенко з 80 %) призвели до масових демонстрацій та арештів у Мінську. ЄС заявив, що ув'язнення опозиційних діячів та протестуючих суперечить законам про права людини, і ввів нові цілеспрямовані санкції проти основних білоруських чиновників та бізнесменів.
Білорусь бере участь у Східному партнерстві ЄС. У жовтні 2015 року ЄС оголосив, що припинить більшість санкцій проти Білорусі.
Деякі відомі білоруські бізнесмени стали почесними консулами країн Європейського Союзу у Білорусі. Так, Павел Топузидіс представляє в цій якості Грецію та Румунію, Олексій Сичов був почесним консулом Словаччини.

## Історія
Європейська економічна комісія визнала незалежність Білорусі в 1991 році, і Білорусь є частиною кількох двосторонніх та багатосторонніх договорів з Європейським Союзом. У 1995 р. Білорусь та Європейський Союз підписали Угоду про партнерство та співробітництво, але ця угода не була ратифікована ЄС. Білорусь є членом угод про торговельні відносини, що базуються на Загальній системі преференцій ЄС та країні з найбільшим сприянням. Білорусь також є частиною Східного партнерства ЄС.
Відносини Білорусь та ЄС почали погіршуватися після виборів Олександра Лукашенко в 1994 році; з виключенням Білорусі з європейської політики сусідства ЄС як реакція ЄС на встановлення авторитарного режиму за президента Лукашенко.
Подальше погіршення відносин Білорусь та ЄС тривало у 21 столітті, коли Європейський Союз ввів санкції проти білоруських чиновників, бізнесменів та кількох державних компаній. Санкції стали результатом політичних репресій після масових акцій протесту під час президентських виборів 2010 року, коли кілька представників політичної опозиції та демонстрантів були ув'язнені та засуджені до тюремних термінів.
Є нотатки щодо покращення відносин Білорусь та ЄС. Білорусь не підтримала Росію в її агресії щодо України і звільнила кількох політичних в'язнів. У 2015 році ЄС зупинив більшість санкцій проти білоруських чиновників. У 2016 році було скасовано заборону на поїздки, накладену на Лукашенко у 2000 році. Це рішення високо оцінили білоруські чиновники. Проте, як зазначили як представники ЄС, так і міжнародні організації, подальше вдосконалення сповільнюється через триваюче порушення прав людини та придушення політичної опозиції, які все ще існують у Білорусі. У 2019 році Лукашенко здійснив перший офіційний візит до Європейського Союзу після закінчення санкцій. Програму ЄС «Східне партнерство» та подальші економічні ініціативи обговорювали на зустрічі Лукашенко з австрійським президентом Себастьяном Курцом.
У 2016 році до парламенту країни було обрано двох опозиційних кандидатів. Це було позначено як крок до демократизації кількома чиновниками ЄС.
Візова система функціонує між ЄС та Білоруссю, і білоруси потребують шенгенських віз для в'їзду до Євросоюзу. У 2017 році Білорусь запровадила безвіз для громадян 70 країн, включаючи ЄС. У 2019 році було оголошено, що ЄС спростить вимоги щодо отримання шенгенських віз для білорусів, зменшивши свої витрати та час, необхідний для затвердження заявки.
Відносини Білорусі та ЄС ускладнюються міцними зв'язками Білорусі з Росією, яка виникла активним критиком та опонентом ЄС після анексії Криму в 2014 році. Білорусь є частиною Білорусько-Російської союзної держави, а також Євразійського союзу, митного союзу, до якого входять обидві країни, а також кілька інших членів СНД. На сьогоднішній день інтеграція Білорусі та Росії є переважно економічною, між двома країнами створені зони вільної торгівлі та вільного руху, але Росія розглядається як вимога більш глибокої політичної та адміністративної інтеграції.
У червні 2021 року ЄС запровадила нові персональні санкції проти Луканешка та його оточення, додавши 78 офіційних осіб та 8 підприємців (всього у списку 166 осіб та 15 підприємців). Цього разу у «Чорний список ЄС» потрапили Олег Гайдукевич, Микола Карпенків, Геннадій Давидько, помічник прокурора Аліна Касьянчік, міністр оборони Віктор Хренін, пропагандисти Андрій Муковозчік і Сергій Гусаченко, прес-секретар МВС Ольга Чемоданова, бізнесмени Олексій Олексин і Олександр Зайцев тощо.
У грудні 2021 року Швейцарія розширила санкції проти Білорусі, вони торкнулися 17 осіб і 9 організацій, що мають відношення до провезення мігрантів через Білорусь.

## Нормативно-правова база
Хоча Європейський Союз та Білорусь підписали Угоду про партнерство та співробітництво (УПС) у 1995 році, яка мала на меті регулювати взаємні політичні та економічні відносини, ця угода не була ратифікована ЄС. Крім того, Європейський Союз виключив Білорусь зі своєї Європейської політики сусідства (ЄПС), яка спочатку була розроблена для створення «кільця друзів» в географічній близькості Союзу. Брюссель заявив, що це виключення є прямою відповіддю на встановлення авторитарного режиму за президента Лукашенко. Однак торговельні відносини ЄС та Білорусі все ще охоплюються Загальною системою преференцій Союзу та положеннями про найбільше сприяння (УНП) Угоди 1989 р. Між ЄС та СРСР. Білорусь є однією з небагатьох держав Європи, яка не просила про членство в Європейському Союзі. Так само Європейський Союз не пропонував членство Мінську. Білорусь постійно намагається розвивати свої економічні та політичні зв'язки з Росією, будучи одним із країн-засновників Союзної держави (раніше «Союзна держава Росії та Білорусі»).
У жовтні 2009 року опитування, проведене незалежним інститутом NISEPI в Білорусі, показало, що 44,1 відсотка білоруського народу проголосує «за» на референдумі про вступ до ЄС проти 26,7 відсотка роком раніше. Місцеві експерти пов'язують ситуацію з новими повідомленнями про ЄС у білоруських державних ЗМІ, повідомляє польська щоденна газета «Rzeczpospolita».
30 жовтня 2015 року було оголошено, що ЄС припинить більшість санкцій проти Білорусі після звільнення політичних в'язнів країни в серпні.
Після низки масових акцій протесту, що відбулися після спірних президентських виборів у серпні 2020 року, верховний представник ЄС у закордонних справах та політиці безпеки Джозеп Боррелл заявив, що ЄС запровадить санкції проти білоруських чиновників, відповідальних за «насильство та фальсифікацію». Шарль Мішель, президент Європейської ради, 19 серпня пішов далі, заявивши, що ЄС незабаром запровадить санкції проти «значної кількості» осіб, відповідальних за насильство, репресії та фальсифікації виборів.